# The Body Politic
The Body Politic est une revue homosexuelle canadienne anglophone, à parution mensuelle, parue entre 1971 et 1987. The Body Politic est représentative des aspirations politiques, des conquêtes et des combats de la communauté homosexuelle canadienne anglophone des années 1970 et 1980.
La revue a compté, parmi ses collaborateurs, l'écrivain Stan Persky, le réalisateur John Greyson, l'activiste David Rayside, la philosophe et artiste Sue Golding, le chercheur Richard Summerbell et le sociologue Gary Kinsman.

## Histoire
Le magazine est publié pour la première fois le 1er novembre 1971 par un collectif informel opérant depuis la maison du propriétaire de la librairie Glad Day, Jearld Moldenhauer. De nombreux membres du collectif avaient déjà été associés à la publication clandestine Guerilla, qui avait été relativement favorable aux gays mais s'était attirée l'opprobre de certains de ses contributeurs LGBT lorsqu'elle modifia l'article de Moldenhauer sur la manifestation du 28 août 1971, intitulée "We Demand" . En septembre, lors d'une réunion  de la Toronto Gay Alliance, Moldenhauer propose l'idée de lancer une publication axée sur les gays. Les noms envisagés pour le magazine comprenaient Mandala et Radical Pervert.
En 1973, la publication rencontre des difficultés avec le Toronto Star, qui refuse d'imprimer une publicité pour le magazine en raison de son choix de ne pas publier de publicités relatives à l'activité sexuelle. Alors que le magazine obtient une décision du Conseil de presse de l'Ontario selon laquelle le refus de publicité par le Toronto Star est discriminatoire, le Toronto Star riposte en mettant fin au contrat d'impression de The Body Politic avec sa filiale d'impression commerciale Newsweb Enterprises.
Le comité éditorial de la revue a également créé les Archives canadiennes des lesbiennes et des gays en 1973.
The Body Politic a été inculpé à deux reprises pour publication de matériel obscène. Une première fois en 1977 pour l'article de Gerald Hannon « Men Loving Boys Loving Men », et une seconde fois en 1982 pour « Lust with a Very Proper Stranger ». Le raid de 1977 déclenche des protestations internationales, en particulier à la suite de la saisie par la police de la liste des abonnés du magazine. Harvey Milk est l'un des organisateurs d'une manifestation au consulat du Canada à San Francisco. Le magazine a finalement été acquitté dans les deux procès, bien que les documents saisis par la police dans le procès Hannon n'aient été rendus au magazine qu'en 1985.
En 1982, le conseiller municipal de Toronto, Joe Piccinni, échoue à une tentative de faire interdire le magazine de la galerie de presse du conseil municipal, à la suite d'une couverture sur les Sœurs de la Perpétuelle Indulgence que Piccinni juge irrespectueux du catholicisme romain. À ce moment, le magazine est aussi connu pour ses articles au sujet de l'émergence du VIH et du sida.
Le magazine cesse de paraître en 1987, après le lancement du tabloïd Xtra! par Pink Triangle Press en 1984.

## Contributeurs
Parmi les auteurs associés au magazine figurent Gerald Hannon, Rick Bébout, Chris Bearchell, Hugh Brewster, Stan Persky, Michael Lynch, Stephen O. Murray, John Greyson, David Rayside, Herbert Spiers, Ian Young, Ed Jackson, Sue Golding, Robin Hardy, Richard Summerbell, Thomas Waugh, John Alan Lee, Tim McCaskell, et Gary Kinsman.